# رافائل ایمپاراتو
رافائل ایمپاراتو (انگلیسی: Raffaele Imparato؛ زادهٔ ۳ سپتامبر ۱۹۸۶) بازیکن فوتبال اهل ایتالیا است.
از باشگاه‌هایی که در آن بازی کرده‌است می‌توان به باشگاه فوتبال سورنتو کالچو، باشگاه فوتبال پروجا، باشگاه فوتبال سالرنیتانا، باشگاه فوتبال کاتانیا، باشگاه فوتبال یووه استابیا، و باشگاه فوتبال ویچنزا اشاره کرد.